# رالف بودکر
رالف بودکر (انگلیسی: Ralf Bödeker؛ زادهٔ ۱۲ مهٔ ۱۹۵۸) بازیکن فوتبال اهل آلمان است.
از باشگاه‌هایی که در آن بازی کرده‌است می‌توان به باشگاه فوتبال بروسیا مونشن‌گلادباخ اشاره کرد.